# Fabian Bzdyl
Fabian Bzdyl (ur. 2 grudnia 2007 w Krakowie) – polski piłkarz, grający na pozycji pomocnika w polskim klubie Cracovia.

## Kariera
Do akademii Cracovii dołączył w wieku czterech lub pięciu lat (w 2012 roku), Przez dwa sezony – 2013/2014 i 2014/2015, występował w drużynach juniorskich klubu Progres Kraków, następnie powrócił do akademii Cracovii. W czerwcu 2023 podpisał dwuletni kontrakt z klubem. W lutym 2024 został zgłoszony jako zawodnik ekstraklasowy.
Zawodnik w Cracovii zadebiutował 10 lutego 2024 podczas wygranego 6:0 meczu z Radomiakiem Radom, podczas którego wszedł z ławki w 84. minucie, zastępując Benjamina Källmana. Swoją pierwszą bramkę dla Cracovii zdobył w następnym sezonie, 29 listopada 2024, w 11. minucie zremisowanego 1:1 meczu z Zagłębiem Lubin. 23 lutego 2025 zdobył swego drugiego gola w Ekstraklasie. Miało to miejsce podczas zremisowanego 2:2 meczu z Jagiellonią Białystok, podczas którego, po wejściu z ławki rezerwowych w drugiej połowie spotkania, w 73. minucie strzelił bramkę zza pola karnego, z ok. trzydziestu metrów.

## Statystyki

### Statystyki ligowe
Aktualne na 1 czerwca 2025. Opracowano na podstawie materiału źródłowego.
| Sezon     | Klub     | Występy | Gole |
| --------- | -------- | ------- | ---- |
| 2023/2024 | Cracovia | 1       | 0    |
| 2024/2025 | Cracovia | 11      | 2    |

### Statystyki reprezentacyjne
Aktualne na 1 czerwca 2025. Opracowano na podstawie materiału źródłowego.
| Reprezentacja | Występy | Gole |
| ------------- | ------- | ---- |
| Polska U-16   | 1       | 0    |
| Polska U-18   | 3       | 1    |